# Раун, Палле
Палле Раун (дат. Palle Ravn; 13 декабря 1928 — 20 мая 2012) — датский шахматист.
Чемпион Дании (1957). В составе национальной сборной участник 4-го командного чемпионата мира среди студентов (1957) в Рейкьявике и 13-й Олимпиады (1958) в Мюнхене.